# Carpenteria californica
Carpenteria es un género monotípico perteneciente a la familia Hydrangeaceae. Su única especie: Carpenteria californica Torr., es originaria del oeste de los estados Unidos en California.   Está estrechamente relacionado con el género Philadelphus. Su nombre común en el lugar de origen es "tree-anemone" y "bush-anemone".
Carpenteria no debe ser confundido con el escrito de manera similar Carpentaria, un género de palmeras nativo del norte de Australia.

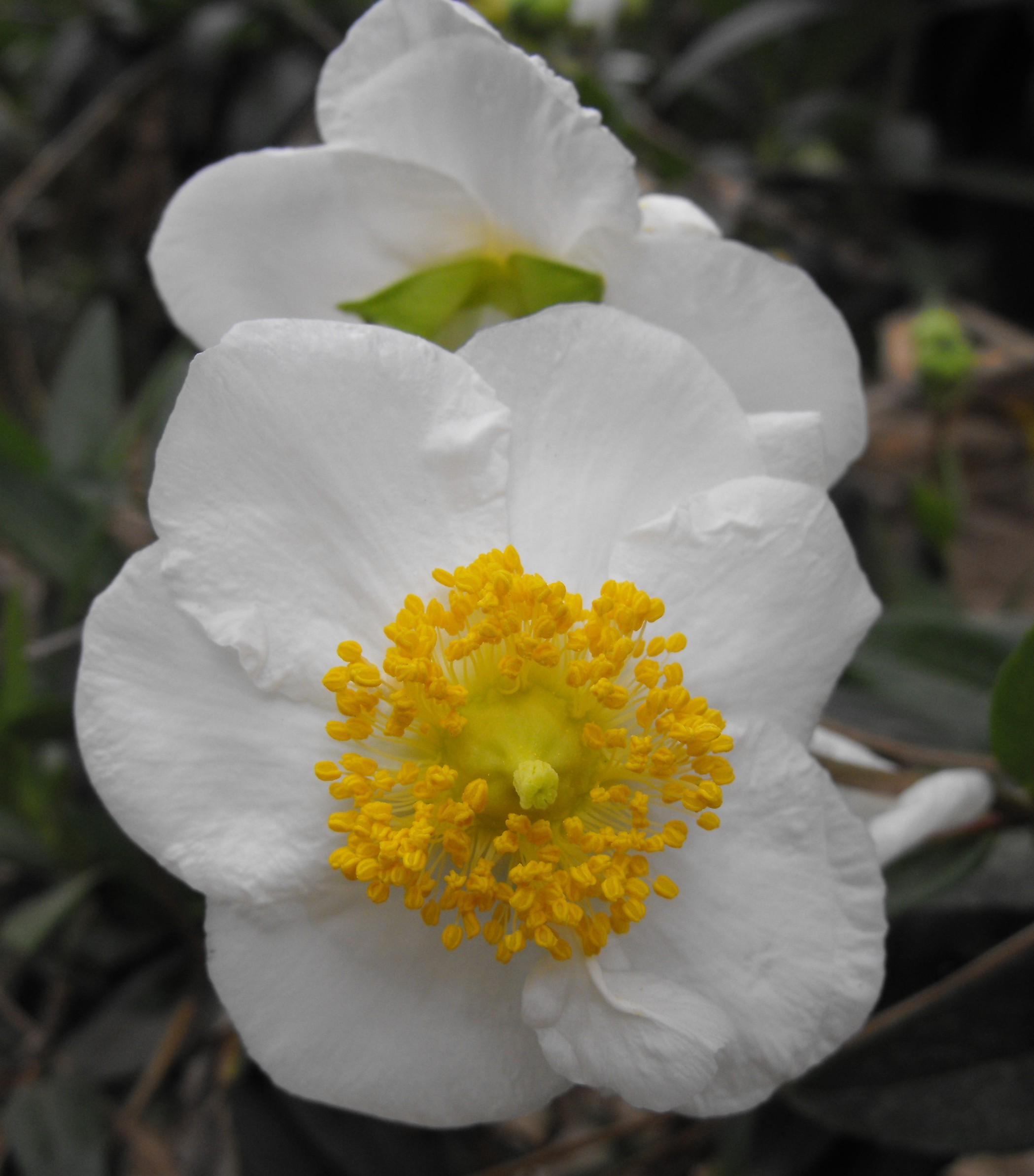
Flores

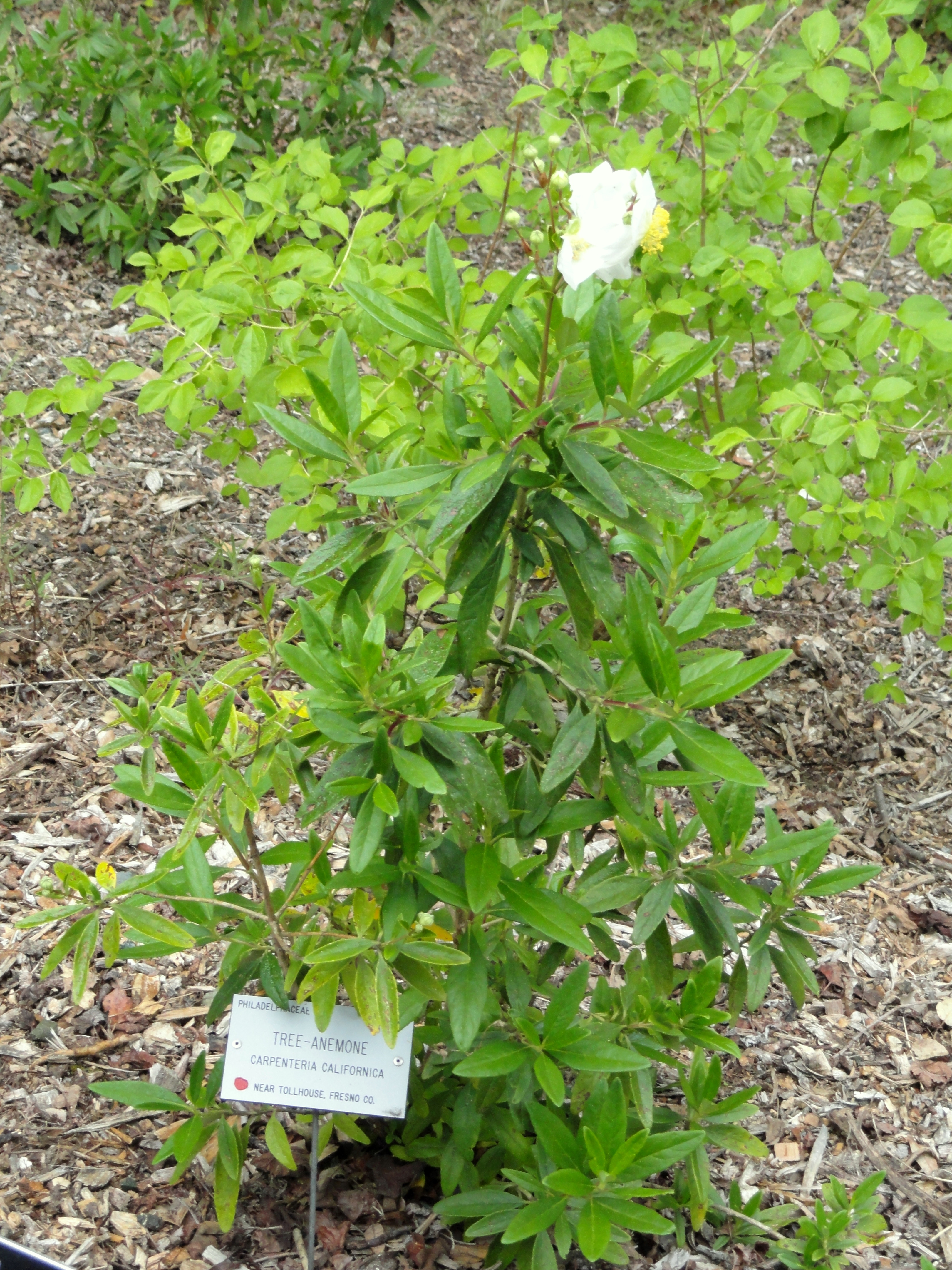
Vista de la planta

## Descripción
Son arbustos de hoja perenne que alcanzan los 1-3 m de altura, con corteza escamosa en los más viejos . Las hojas son opuestas, lanceoladas, de 4-10 cm de largo y 1-2.5 cm de ancho, de color verde brillante por el haz , azul -verde a blanco y suave el envés. Las flores tienen 3-7 cm de diámetro, con 5-8 pétalos de color blanco puro y un grupo de estambres amarillos; floración se produce desde fines de primavera a mediados de verano. El fruto es una cápsula seca de 6-12 mm de diámetro, que contiene numerosas semillas.

## Distribución y hábitat
Es una especie rara , endémica en sólo siete puntos en las comarcas de Fresno y Madera, donde crece en el chaparral entre los 340-1340 m de altitud entre los ríos San Joaquín y King River. Se adapta muy bien a incendios forestales, se reproducen por brotes de cepa después de la quema ; las plantas naturales son raras.

## Cultivo
Es una planta ornamental popular en los jardines con clima mediterráneo, y se cultiva por sus flores decorativas, además,  ahora es mucho más común en el cultivo que en estado salvaje. Varios cultivares han sido seleccionados, incluidos los  Bodnant  ( un cultivar resistente al frío resistente a -15 °C en las islas británicas) y Ladham con flores grandes.

## Taxonomía
Carpenteria californica fue descrita por John Torrey y publicado en Smithsonian Contributions to Knowledge]] 6(2): 12–13, pl. 7. 1853.
Etimología
Carpenteria: nombre genérico que fue nombrado en honor del Dr. William Marbury Carpenter, Un destacado científico naturalista del Sur , que nació el 25 de junio de 1811, en la Parroquia de Feliciana , Luisiana.
californica: epíteto geográfico que alude a su localización en California.